# Patinatge de velocitat en pista curta als Jocs Olímpics d'hivern de 2010 - 500 metres masculins
Als Jocs Olímpics d'Hivern de 2010 celebrats a la ciutat de Vancouver (Canadà) es disputà una prova de Patinatge de velocitat en pista curta sobre una distància de 500 metres en categoria masculina que formà part del programa oficial dels Jocs.
La prova es disputà entre els dies 24 i 26 de febrer de 2010 a les instal·lacions del Pacific Coliseum. Hi participaren un total de 32 patinadors de 16 comitès nacionals diferents.

## Resum de medalles
| Or              | Argent      | Bronze                  |
| Charles Hamelin | Sung Si-Bak | François-Louis Tremblay |

## Resultats

### Qualificació
| Pos. | Mànega | Nom                     | CON             | Temps    | Notes |
| ---- | ------ | ----------------------- | --------------- | -------- | ----- |
| 1    | 1      | Sung Si-Bak             | Corea del Sud   | 41.889   | Q     |
| 2    | 1      | Niels Kerstholt         | Països Baixos   | 42.180   | Q     |
| 3    | 1      | Nicolas Bean            | Itàlia          | 42.344   |       |
| 4    | 1      | Takahiro Fujimoto       | Japó            | 42.366   |       |
| 1    | 2      | Lee Ho-Suk              | Corea del Sud   | 41.632   | Q     |
| 2    | 2      | Simon Cho               | Estats Units    | 41.726   | Q     |
| 3    | 2      | Semion Elistratov       | Rússia          | 42.982   |       |
| 4    | 2      | Sjinkie Knegt           | Països Baixos   | 44.448   |       |
| 1    | 3      | Kwak Yoon-Gy            | Corea del Sud   | 42.147   | Q     |
| 2    | 3      | Pieter Gysel            | Bèlgica         | 42.443   | Q     |
| 3    | 3      | Peter Darazs            | Hongria         | 42.800   |       |
| 4    | 3      | Jordan Malone           | Estats Units    | 1:03.884 |       |
| 1    | 4      | Charles Hamelin         | Canadà          | 41.463   | Q     |
| 2    | 4      | Jon Eley                | Regne Unit      | 42.081   | Q     |
| 3    | 4      | Nicola Rodigari         | Itàlia          | 42.190   |       |
| 4    | 4      | Ruslan Zakharov         | Rússia          | 43.207   |       |
| 1    | 5      | Thibaut Fauconnet       | França          | 41.730   | Q     |
| 2    | 5      | Tyson Heung             | Alemanya        | 41.835   | Q     |
| 3    | 5      | Blake Skjellerup        | Nova Zelanda    | 42.510   |       |
| 4    | 5      | Liang Wenhao            | R.P. de la Xina | -        | DSQ   |
| 1    | 6      | François-Louis Tremblay | Canadà          | 41.397   | Q, RO |
| 2    | 6      | Haralds Silovs          | Letònia         | 41.673   | Q     |
| 3    | 6      | Ma Yunfeng              | R.P. de la Xina | 41.954   |       |
| 4    | 6      | Yuri Confortola         | Itàlia          | 1:17.401 |       |
| 1    | 7      | Apolo Ohno              | Estats Units    | 41.665   | Q     |
| 2    | 7      | Olivier Jean            | Canadà          | 41.737   | Q     |
| 3    | 7      | Paul Worth              | Regne Unit      | 42.936   |       |
| 4    | 7      | Aidar Bekzhanov         | Kazakhstan      | -        | DSQ   |
| 1    | 8      | Han Jialiang            | R.P. de la Xina | 41.869   | Q     |
| 2    | 8      | Jumpei Yoshizawa        | Japó            | 42.158   | Q     |
| 3    | 8      | Robert Seifert          | Alemanya        | 42.181   |       |
| 4    | 8      | Viktor Knoch            | Hongria         | 42.197   |       |

### Quarts de final
| Pos. | Mànega | Nom                     | CON             | Temps  | Notes |
| ---- | ------ | ----------------------- | --------------- | ------ | ----- |
| 1    | 1      | Charles Hamelin         | Canadà          | 40.770 | Q, RO |
| 2    | 1      | Sung Si-Bak             | Corea del Sud   | 40.821 | Q     |
| 3    | 1      | Simon Cho               | Estats Units    | 41.211 |       |
| 4    | 1      | Niels Kerstholt         | Països Baixos   | 42.128 |       |
| 1    | 2      | Jon Eley                | Regne Unit      | 41.875 | Q     |
| 2    | 2      | Apolo Ohno              | Estats Units    | 42.004 | Q     |
| 3    | 2      | Tyson Heung             | Alemanya        | 48.554 | q     |
| 4    | 2      | Thibaut Fauconnet       | França          | 51.339 |       |
| 1    | 3      | Lee Ho-Suk              | Corea del Sud   | 41.269 | Q     |
| 2    | 3      | Olivier Jean            | Canadà          | 41.275 | Q     |
| 3    | 3      | Han Jialiang            | R.P. de la Xina | 41.443 |       |
| 4    | 3      | Jumpei Yoshizawa        | Japó            | 41.906 |       |
| 1    | 4      | François-Louis Tremblay | Canadà          | 41.326 | Q     |
| 2    | 4      | Kwak Yoon-Gy            | Corea del Sud   | 41.761 | Q     |
| 3    | 4      | Haralds Silovs          | Letònia         | 41.837 |       |
| 4    | 4      | Pieter Gysel            | Bèlgica         | 41.980 |       |

### Semifinal
| Pos. | Mànega | Nom                     | CON           | Temps    | Notes |
| ---- | ------ | ----------------------- | ------------- | -------- | ----- |
| 1    | 1      | Charles Hamelin         | Canadà        | 40.964   | QA    |
| 2    | 1      | Sung Si-Bak             | Corea del Sud | 41.126   | QA    |
| 3    | 1      | Tyson Heung             | Alemanya      | 41.455   | QB    |
| 4    | 1      | Jon Eley                | Regne Unit    | 41.504   | QB    |
|      | 1      | Olivier Jean            | Canadà        |          | DSQ   |
| 1    | 2      | Apolo Ohno              | Estats Units  | 41.460   | QA    |
| 2    | 2      | François-Louis Tremblay | Canadà        | 41.515   | QA    |
| 3    | 2      | Kwak Yoon-Gy            | Corea del Sud | 41.620   | QB    |
| 4    | 2      | Lee Ho-Suk              | Corea del Sud | 1:24.514 | QB    |

### Finals

#### Final B
| Pos. | Nom          | CON           | Temps  | Notes |
| ---- | ------------ | ------------- | ------ | ----- |
| 4    | Kwak Yoon-Gy | Corea del Sud | 42.123 |       |
| 5    | Tyson Heung  | Alemanya      | 42.307 |       |
| 6    | Jon Eley     | Regne Unit    | 42.681 |       |
| 7    | Lee Ho-Suk   | Corea del Sud | 49.149 |       |

#### Final A
| Pos. | Nom                     | CON           | Temps  | Notes |
| ---- | ----------------------- | ------------- | ------ | ----- |
| 1    | Charles Hamelin         | Canadà        | 40.981 |       |
| 2    | Sung Si-Bak             | Corea del Sud | 41.340 |       |
| 3    | François-Louis Tremblay | Canadà        | 46.366 |       |
| —    | Apolo Ohno              | Estats Units  |        | DSQ   |

Q: qualificat
q: qualificat
RO: rècord olímpic
DSQ: desqualificació